# Apaise le temps
Apaise le temps est un court roman de Michel Quint publié en mars 2016 aux éditions Phébus.

## Résumé
L'action se déroule à Roubaix (département du Nord).
Lorsque la libraire Yvonne Lepage, 75 ans, meurt d'un AVC, son fidèle de trente ans, Abdel Duponchelle, 35 ans, qui lui doit beaucoup (Tu as l'âge de souffrir à cause des livres, désormais) prend le deuil, organise incinération et cérémonie.
Il est désigné légataire universel, et il accepte malgré les avertissements du notaire : l'erreur du siècle !
Durant le premier tri, on découvre le découvert abyssal, le stock de livres qu'on ne peut plus renvoyer, des dessous sexy, et surtout un legs photographique impressionnant, des années 60, à l'époque de la guerre des cafés (MNA, FLN, OAS...), dont Saïd a été témoin et victime.
À l'époque, Georges opérait déjà sa mission sociale : alphabétisation, insertion, intégration, écrivain public...
Rosa propose d'entreposer le legs photographique dans la maison paternelle, avec les anciens dossiers du cabinet d'avocat de son père. Elle en brûle certains dossiers : Me Alfieri se prépare à défendre un tueur de l'OAS...
Youssef Zerouane propose d'acheter ou faire acheter l'appartement, de récupérer et faire recycler les objets (linges, tissus, vêtements, etc), et de faire un travail de mémoire et réconciliation à partir des photographies d'Yvonne, avec une association "Relier". Et, sur proposition d'Abdel, Saïd accepte de partager sa mémoire.
Zita organise la vente par internet des invendus. Rosa participe à sa manière, et apprend que son père a eu plusieurs vies peu compatibles (défense de certains de l'OAS Métropole, aide aux harkis et aux rapatriés). Les découvertes s'accélèrent...
Et la librairie commercialise encore Balzac, Violette Leduc, Harry Potter, Camus, Montaigne, Gogol, Rimbaud, Flaubert, Cendrars, Marivaux, Genet, Modiano, La Fontaine, Garat, Chalandon, Thomas Mann, Milosz, Feydeau, Kafka, Lanoux, Tennessee Williams, Céline, Sade, Bram Stoker, Jean Cau, etc...

## Personnages
- Abdel Duponchelle, 35 ans, agrégé en lettres ua Lycée de Roubaix, arabe blond, ni baptisé, ni fils d'Allah, mécréant, rat de bibliothèque devenu enseignant
  - avec des parents miraculeux, et une amie formidable, Yvonne
- Yvonne Lepage, 75 ans, décédée, incinérée
  - ses parents Georges Lepage, libraire, et Gabrielle Lepage, née Gabrielle Fontan (1873-1959), actrice puis libraire, morte depuis 45 ans
- Saïd, 67 ans, d'origine kabyle, vieux harki, arrivé en 1961, analphabète alphabétisé par Georges, bancal, carcasse creuse
- Zita, libraire provisoire, d'origine albanaise, passée aux liseuses et aux tablettes de "Repères"
- Xavier Hermant, médecin
- Me Liévin, notaire
- Rosa Alfien, assistante sociale, blonde
  - Maître Alfieri, son père, avocat décédé, dont elle occupe la maison
- Youssef Zerouane, autre harki et obligé d'Yvonne, vieux monsieur du cimetière, buste de catcheur et tête d'émir de carte postale

## Éditions
- Apaise le temps, Phébus, 2016, 104 pages  (ISBN 978-2-7529-1043-1)

## Réception
Le public francophone apprécie, bien plus que le faible volume,un petit bijou, un concentré de tout ce que j’aime. La langue est sublime, généreuse, inventive ,,.